# Sphaeradenia woodsonii
Sphaeradenia woodsonii är en enhjärtbladig växtart som beskrevs av Gunnar Wilhelm Harling. Sphaeradenia woodsonii ingår i släktet Sphaeradenia och familjen Cyclanthaceae.
Artens utbredningsområde är Panamá. Inga underarter finns listade.